# Dix-Neuf de Nauru
Les « Dix-Neuf de Nauru » sont dix-neuf opposants nauruans au gouvernement du président Baron Waqa et de son influent ministre de la Justice David Adeang, arrêtés et condamnés « pour une manifestation globalement pacifique » et reconnus par Amnesty International comme ayant été poursuivis pour « des motivations politiques ».

## Faits initiaux

### Dérive autoritaire du gouvernement Waqa / Adeang
En juin 2013, Baron Waqa devient président de la République de Nauru et nomme l'avocat David Adeang aux postes de ministre assistant le président, ministre des Finances et du Développement durable, et ministre de la Justice. En juillet, alors que Waqa est en dehors du pays, Adeang, assurant la tête du gouvernement, prend la décision controversée d'interdire la diffusion par les médias des paroles d'un député de l'opposition, Mathew Batsiua, qui critique le limogeage par le gouvernement du chef de la police. Cette censure est alors commentée par les médias étrangers, et condamnée par l'opposition.
Quelques jours plus tard, Adeang interdit à nouveau la diffusion d'une interview télévisée - cette fois, une interview du député d'opposition Kieren Keke critiquant un accord entre Nauru et l'Australie concernant l'établissement à Nauru de réfugiés arrivés en Australie par bateau. Adeang fait diffuser un entretien dans lequel il explique le point de vue du gouvernement, mais ne permet pas à l'opposition de faire de même. Il explique : « Kieren n'a pas nécessairement la même interprétation que nous de cet accord, et je pense que la nôtre est la bonne ».
En janvier 2014, la majorité parlementaire introduit une législation rétroactive permettant au gouvernement de déporter immédiatement et sans appel tout étranger présent dans le pays ; cette loi est alors appliquée à l'Australien Rod Henshaw, conseiller du gouvernement précédent, accusé d'être trop proche de l'opposition. David Adeang, en tant que ministre de la Justice, a dès lors « le pouvoir absolu de déporter n'importe qui sans indiquer de raison et sans recours aux tribunaux ».
Le 13 mai 2014, sur proposition d'Adeang, le Parlement de Nauru vote la suspension de trois députés d'opposition (Kieren Keke, Roland Kun et Mathew Batsiua), au motif qu'ils ont critiqué le gouvernement auprès des médias étrangers, et auraient ainsi nui à la réputation internationale du pays. Kieren Keke répond en accusant la majorité parlementaire de vouloir faire taire toute critique, et de dérive vers une dictature.
En juin 2015, la Australian Broadcasting Corporation (ABC) révèle que Baron Waqa, David Adeang et plusieurs autres députés les soutenant auraient reçu entre eux plusieurs centaines de milliers de dollars australiens en pots-de-vin de la part de la compagnie australienne de commerce de phosphate Getax en 2009 et en 2010. Ces sommes étaient destinées à les aider dans leur conquête du pouvoir, afin qu'ils mettent en œuvre des politiques favorables à Getax. Dans un e-mail consulté par la ABC, Adeang promet d'œuvrer pour que Getax obtienne le plein contrôle sur les réserves de phosphate de Nauru, qui était alors considérées comme un bien public. Le 8 juin, la ABC diffuse un reportage avançant des preuves de corruption à l'encontre de Waqa et d'Adeang ; la police fédérale australienne ouvre une enquête à l'encontre de la compagnie Getax.

### Manifestation de 2015 contre le gouvernement, et arrestation de députés d'opposition

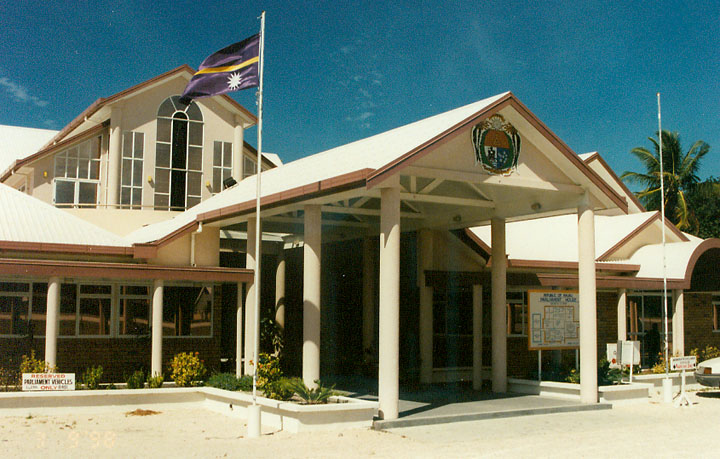
Locaux du Parlement de Nauru.

Le 16 juin 2015, plus de trois cents personnes manifestent à Nauru pour demander la levée de la suspension des cinq députés d'opposition, interdits d'entrée au Parlement depuis plus d'un an pour avoir critiqué le gouvernement. Ils protestent également contre la déportation de Rod Henshaw et contre ce qu'ils décrivent comme une érosion de l'indépendance de la justice. Le gouvernement décrit la manifestation comme étant une émeute, affirmant que les manifestants ont brisé des vitres du Parlement et blessé dix policiers en leur jetant des pierres. Le député d'opposition Mathew Batsiua est arrêté et placé en détention pour être entré dans l'enceinte du Parlement,. Le député d'opposition Roland Kun, installé en Nouvelle-Zélande avec sa famille depuis sa suspension du Parlement, est présent à Nauru au moment de la manifestation mais n'y participe pas. Le lendemain néanmoins,  alors qu'il s'apprête à s'envoler vers la Nouvelle-Zélande pour rejoindre sa famille, le gouvernement Waqa révoque son passeport, lui interdisant de quitter Nauru. Les autorités lui reprochent un entretien qu'il a accordé aux médias australiens une semaine plus tôt. Le 19 juin, les députés d'opposition Squire Jeremiah et Sprent Dabwido sont arrêtés à leur tour pour avoir participé à la manifestation.

## Les «Dix-Neuf»
Ce sont finalement dix-neuf personnes qui sont arrêtées pour leur participation à la manifestation : trois des députés suspendus, et seize de leurs partisans. Ils sont : Meshack Akubor, Mathew Batsiua (député), Pisoni Bop, Job Cecil, Sprent Dabwido (député), Grace Detageouwa, Estakai Foilape, Mereiya Halstead, Dabub Jeremiah, Daniel Jeremiah, John Jeremiah, Rutherford Jeremiah, Squire Jeremiah (député), Joram Joram, Bereka Kakiouea, Jacki Kanth, Josh Kepae, Renack Mau, et Piroy Mau,.

## Inculpation et premier jugement
Les « Dix-Neuf de Nauru », comme les appellent les médias étrangers, sont inculpés pour divers troubles à l'ordre public, accusés notamment d'émeute. Certains sont accusés également d'avoir agressé des policiers, ou d'être entrés illégalement dans les locaux du Parlement,. En novembre 2016, présentés à une magistrate, quatre d'entre eux plaident coupable, et les quinze autres plaident non-coupable. La magistrate Emma Garo, citoyenne salomonaise, doit alors prononcer la peine des quatre accusés ayant plaidé coupable. Le ministre de la Justice David Adeang avait dit ouvertement qu'elle devait les condamner à des peines aussi lourdes que possible, faute de quoi son contrat d'emploi ne serait pas reconduit. La magistrate fait fi de ces menaces : Des quatre accusés ayant plaidé coupable, John Jeremiah est condamné à trois mois de prison ferme pour émeute, Job Cecil à trois mois de prison ferme pour émeute et pour rassemblement illicite, et Josh Kapae à six mois de prison ferme pour agression et émeute. Grace Detageouwa, la seule femme à avoir plaidé coupable, est condamnée à trois mois de prison avec sursis, et relâchée,,,.
Le gouvernement met fin au contrat de la magistrate et fait appel de ces peines, les jugeant trop clémentes. Il obtient en mai 2017 du président de la Cour suprême de Nauru, le Fidjien Mohammed Khan, d'augmenter les peines des trois hommes : celles de John Jeremiah et de Josh Kapae sont portées à vingt-deux mois, et celle de Job Cecil à quatorze mois. Les trois hommes font appel à la Haute Cour d'Australie, la plus haute instance judiciaire de Nauru. Le gouvernement en décembre 2017 abroge le traité bilatéral accordant ce statut à la Haute Cour d'Australie, et interdit ainsi aux condamnés de faire appel.

## Procès des quinze autres accusés

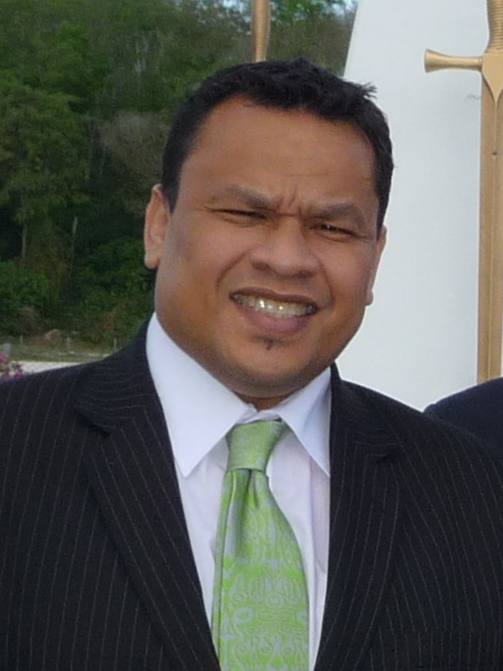
Sprent Dabwido.

Sprent Dabwido, Squire Jeremiah et son cousin l'haltérophile Rutherford Jeremiah ayant fui le pays vers l'Australie,,,,, restent douze accusés à juger (onze hommes et une femme). Le 13 septembre 2018, le juge australien Geoffrey Muecke, siégeant comme juge de la Cour suprême de Nauru, met un terme au procès et fait relâcher les accusés. Il explique que le gouvernement a rendu impossible la tenue d'un procès équitable, le ministre de la Justice David Adeang ayant tenté d'empêcher les accusés d'avoir accès à un avocat, et ayant déclaré ouvertement que le gouvernement ferait le nécessaire pour qu'ils soient emprisonnés. Le juge note également que le gouvernement a fait pression sur les entreprises du pays pour que les accusés ne puissent pas trouver d'emploi. Geoffrey Muecke accuse David Adeang de s'être livré à « un affront honteux à l'État de droit »,. David Adeang estime publiquement qu'il faudra « s'occuper » de ce juge dont les « valeurs » ne sont pas celles du gouvernement, « nous qui disons que ces personnes sont coupables ».
Le gouvernement fait appel de cette décision, et crée à cet effet une Cour d'Appel de Nauru. Le gouvernement fait également adopter une loi empêchant les accusés d'avoir accès à des avocats venant de l'étranger, et nomme un unique avocat pour représenter collectivement les accusés. En mai 2019, Sprent Dabwido, réfugié en Australie, meurt d'un cancer. En décembre 2019, le juge fidjien Daniel Fatiaki, siégeant dans cette nouvelle cour, déclare tous les accusés coupables : quatre pour agression, onze pour émeutes et deux pour être entrés illégalement dans les locaux du Parlement. Il les condamne à entre trois et onze mois de prison ferme, dont une peine de onze mois de prison à l'encontre de Mathew Batsiua,,,.
Le dernier des prisonniers, Mathew Batsiua, sort de prison en avril 2020.

## Sort des «Dix-Neuf»
| Accusé              | Condamnation                                  | Peine                 |
| ------------------- | --------------------------------------------- | --------------------- |
| Meshack Akubor      | émeute                                        | prison ferme          |
| Mathew Batsiua      | émeute                                        | 11 mois ferme         |
| Pisoni Bop          | émeute, agression                             | prison ferme          |
| Job Cecil           | émeute, rassemblement illicite                | 14 mois ferme         |
| Sprent Dabwido      | n/a ; en exil en Australie ; mort en mai 2019 | -                     |
| Grace Detageouwa    | émeute                                        | 3 mois avec sursis    |
| Estakai Foilape     | émeute                                        | prison ferme          |
| Mereiya Halstead    | émeute, intrusion                             | prison ferme          |
| Dabub Jeremiah      | émeute                                        | prison ferme          |
| Daniel Jeremiah     | émeute                                        | prison ferme          |
| John Jeremiah       | émeute                                        | vingt-deux mois ferme |
| Rutherford Jeremiah | n/a ; en exil en Australie                    | -                     |
| Squire Jeremiah     | n/a ; en exil en Australie                    | -                     |
| Joram Joram         | émeute                                        | prison ferme          |
| Bereka Kakiouea     | émeute, agression                             | prison ferme          |
| Jacki Kanth         | émeute, intrusion                             | prison ferme          |
| Josh Kepae          | émeute, agression                             | vingt-deux mois ferme |
| Renack Mau          | émeute, agression                             | prison ferme          |
| Piroy Mau           | émeute, agression                             | prison ferme          |

## Référence
1. 1 2 3  (en) « NAURU. RENFORCER LA PROTECTION DES DROITS HUMAINS », Amnesty International, juillet 2020
2. ↑  (en) "President Waqa names his cabinet", gouvernement de Nauru, 13 juin 2013
3. ↑  (en) "Nauru opposition MP censored by government after riot interview", Pacific Media Watch, 29 juillet 2013
4. ↑  (en) "Nauru TV censored over asylum seeker deal", The Age, 6 août 2013
5. ↑  (en) "Pacific Correspondent says Nauru situation not unique", Radio Australia, 30 janvier 2014
6. ↑  (en) "Nauru Parliament erupts into chaos after opposition MPs suspended for speaking to ABC, foreign media", Australian Broadcasting Corporation, 14 mai 2014
7. ↑  (en) "Nauru's president Baron Waqa and justice minister allegedly bribed by Australian phosphate dealer Getax", Australian Broadcasting Corporation, 8 juin 2015
8. ↑  (en) "Nauru President and Justice Minister face bribery allegations involving Australian company" (vidéo), Australian Broadcasting Corporation, 8 juin 2015
9. ↑  (en) "Nauru opposition MP arrested after mass protest", Radio New Zealand, 16 juin 2015
10. ↑  (en) "Court drops charges against protesters after unfair trial", Civicus, 9 novembre 2018
11. ↑  (en) "Nauru opposition MP Roland Kun prevented from leaving country after ABC 7.30 interview", Australian Broadcasting Corporation, 17 juin 2015
12. ↑  (en) "Constituents 'living in fear': Nauru MP", SBS, 19 juin 2015
13. 1 2  (en) "Defending the Nauru 19: An Interview with Sydney Lawyer Christian Hearn", Sydney Criminal Lawyers, 24 septembre 2017
14. 1 2  (en) The Republic v. Jeremiah and others, RONLAW (base de données juridique de Nauru)
15. ↑  (en) "NOTICE OF APPLICATION FOR ADMISSION TO PRACTICE", Republic of Nauru Government Gazette, 8 juillet 2016, p.3
16. 1 2  (en) "Last of 'Nauru-19' pro-democracy protesters released", Civicus, 7 mai 2020
17. 1 2  (en) Michael Swanson, "Trial of the 'Nauru 19'", The Journal of the NSW Bar Association, 1er décembre 2018
18. 1 2 3 4  (en) "Nauru 19: Australian judge blasts 'appalling' persecution of protesters", The Guardian, 14 novembre 2019
19. ↑  (en) Republic v. Mathew Batsiua & others, Cour suprême
20. ↑  (en) "Nauruans jailed over political protest to appeal sentence in Australia", The Guardian, 2 mai 2017
21. ↑  (en) "Two members of 'Nauru 19' seek asylum in Australia", Radio New Zealand, 11 novembre 2019
22. 1 2  (en) "Nauru 19 found guilty of rioting and other charges in controversial retrial", The Guardian, 12 décembre 2019
23. ↑  (en) "Lawyers slam 'sham trial' as Nauru 19 sentenced to jail terms over 2015 protests", Special Broadcasting Service, 19 décembre 2019
24. ↑  (en) "Nauru 19: judge throws out case and rules protesters cannot receive a fair trial", The Guardian, 13 septembre 2018
25. ↑  (en) "Nauru: a nation in democratic freefall propped up by Australia", The Guardian, 2 septembre 2018
26. ↑  (en) "DESPITE POLITICAL CHANGE IN NAURU, JUDICIARY CONVICTS 2015 PROTESTERS", Civicus, 10 janvier 2020
27. ↑  (en) "Nauru 19 survivors jailed", Islands Business, 25 décembre 2019
28. ↑  (en) "Republic v Batsiua - Sentence (2019) NRSC 48; Criminal Case 12 of 2017, Criminal Case 08 of 2018 (11 December 2019)", Pacific Islands Legal Information Institute